# Иван Донков (художник)
Вижте пояснителната страница за други личности с името Иван Донков.
Иван Лазаров Донков е български художник – живописец. Син на Лазар Донков, създателят на ЕМО „Етър“ – Габрово и брат на баскетболиста, треньор и експерт по физическо възпитание в Министерство на образованието Христо Донков.

## Биография и творчество
Иван Донков е роден през 1943 г. в Габрово. Дълги години е преподавател в Художественото училище в Трявна и във Великотърновския университет.
Неговата възпитаничка Елиза Ковачева – Цокова споделя: „Първите си стъпки направих при Иван Донков. Той ме научи да обръщам внимание на детайла, на всеки нюанс, на свободното движение на ръката.“
През 1998 г. печели стипендия в немската Академия за изкуства в Клайнзасен.
Членува в сдружение „Нашето по-голямо Габрово“. Един от творците, реставрирали безвъзмездно част от иконите на храм „Света Троица“ в Габрово.
Почива на 20 август 2008 г. на 65-годишна възраст.

### Творчество
- Много на брой творби акварел и маслени платна с пейзажи от България и флорални мотиви.
- През 1975 г. заедно с Ангел Ангелов завършват мозаечното платно при входа на АЕК „Етър“.
- Автор е на редица други калканни мозайки и пространствени композиции – на летния театър в Габрово, на хотел „Балкан“ – Габрово, на бившия пионерски дом – Габрово.

## Изложби IN MEMORIAM
- На 25 ноември 2008 г. в град Гизен (Германия) под надслов „Модерно българско изкуство – 11 творци, 1 страна“.
- На 20 февруари 2009 г. в Габрово, в изложбен комплекс „Христо Цокев“ – под надслов „Светоусещане“.